# C/2013 O3 (Макнота)
C/2013 O3 (Макнота) — одна з довгоперіодичних комет. Ця комета була відкрита 24 липня 2013 року Робертом Макнотом. На момент відкриття мала зоряну величину 17,7.